# Ivan Bažaj
Ivan Bažaj, bivši hrvatski šahist iz Đakova, danas šahovski instruktor i trener, voditelj đakovačke škole šaha.
Član momčadi obnovljenog šahovskog društva u Đakovu. 1949. godine obnovljen je rad Đakovačkog sportskog kluba i njegove šahovske sekcije, te osnovano je šahovsko društvo Đakovo imena Šahovsko društvo Regal Vajs. Članovi društva među kojima i Bažaj redovno su nastupali na momčadskim prvenstvima Hrvatske, a 1954. i na polufinalnom turniru za prvenstvo Narodne Republike Hrvatske. Najbolje rezultate postigli su Bažaj, Vjekoslav Pauković i Matej Niederle.